# 黒田大三郎
黒田 大三郎（くろだ だいざぶろう、1952年 - 2024年3月13日）は、日本の環境官僚。環境省大臣官房審議官や、環境省自然環境局長、環境省参与等を歴任した。

## 人物・経歴
東京都出身。千葉大学園芸学部造園学科卒業。1975年環境庁入庁。大雪山国立公園や雲仙天草国立公園のレンジャーや、環境省自然環境局調査官、環境省自然環境局野生生物課長、環境省自然環境局自然環境計画課長等を経て、2005年環境省大臣官房審議官、2008年からは環境省自然環境局長を務めた。2009年環境省参与。生物多様性条約第10回締約国会議の誘致などにあたり、実行委員会アドバイザーも務めた。公益財団法人地球環境戦略研究機関シニアフェロー、一般社団法人いきもの共生事業推進協議会理事等も務めた。2023年、瑞宝中綬章受章。
2024年3月13日死去。叙正四位。